# ボルデー・ジャング培地
ボルデー・ジャング培地（ボルデー・ジャングばいち、Bordet-Gengou's medium、Bordet-Gengou agar）とはジャガイモの滲出液を用いた培地で、Bordetella pertussis用の増菌培地である。

## 培地の組成及び製法
| 物質             | 量          |
| ジャガイモ滲出液 | 125.0g 相当 |
| ペプトン         | 10.0g       |
| 塩化ナトリウム   | 3.0g        |
| 寒天             | 18.0g       |
| グリセリン       | 10.0ml      |
| 水               | 1000ml      |
| ---------------- | ----------- |

PH=7.0になるように調整する。
上記内容は、内容物を加温溶解した後、115℃15分間高圧蒸気滅菌した後、50℃ぐらいに冷ましそこに20%の割合で無菌保存血液または、脱繊維素血を加える。泡立てない様によく混合したのち、固まる前に平板培地にする。

## 使用する血液成分
血液寒天に使用される血液の種類としては、以下のような物がある。
- 緬羊
- 家兎
- 馬
- ヒト（O型を使用する。）

## 培養の方法
- 培地は、平板培地を用いる。
- 培地は使用する前に、無菌試験等を行ない問題の無い物を用いる。
- 乾燥状態ではすぐに死滅する為、患者の口の前に培地をかざして、患者の咳から出る分泌物を培地につけたものを培養する方法も用いられていた。
- 37℃で、4-5日間培養すると、円形の凸型の真珠色又は金属光沢の小さなコロニーを作る。集落の回りは、ぼやけた溶血が認められる。(なお、X因子やV因子が存在すると発育しやすい。)[1]